# Agathe Lacerte
Agathe Lacerte (née le 6 février 1902 à Saint-Victor et morte le 28 janvier 1993 à Québec) fut la première professeure de l'Université Laval.

## Biographie
Agathe Lacerte, ou Agathe Lacourcière de son nom de jeune fille, nait à Saint-Victor en 1902 de l'union d'Emma Gosselin et du docteur Henri Lacourcière.  La famille compte cinq filles et trois garçons. Elle obtient un baccalauréat du Seton Hill College à Greensburg en Pennsylvanie, une maîtrise à la Sorbonne ainsi qu'un doctorat de l'Université de Madrid.  À son retour au Québec, à 32 ans, elle se marie avec le docteur Jean Lacerte, ophtalmologiste,. Agathe Lacourcière-Lacerte commence à enseigner à l'Université Laval en 1937 en donnant des cours d'été, mais ce n'est qu'en 1948 qu'elle devient professeur titulaire. 
Le Pavillon Agathe-Lacerte sur le campus de l'Université Laval a été nommé en son honneur.